# Kesälahti
Kesälahti este o fostă comună din Finlanda.